# Lijst van schilderijen in het Centraal Museum/W
Lijst van schilderijen in het Centraal Museum met werken van schilders van wie de achternaam begint met de letter W. Vermeldingen in het grijs geven aan dat het werk geen deel meer uitmaakt van de collectie van het Centraal Museum, bijvoorbeeld omdat het in bruikleen gegeven is aan een andere instelling of omdat het teruggegeven is aan de bruikleengever.
| Inventarisnummer | Toeschrijving                                  | Titel | Datering      | Afbeelding |
| ---------------- | ---------------------------------------------- | --- | ------------- | ---------- |
| 25562            | Jaap Wagemaker                                 | Blauwe vleugel | 1954          |            |
| 24511            | Jaap Wagemaker                                 | Verschrikte dieren | 1955          |            |
| 24512            | Jaap Wagemaker                                 | Ardoises et coquillages | 1960          |            |
| 16396            | Jaap Wagemaker                                 | Begrensde ruimte | 1965          |            |
| 28423            | Willem Wagenaar                                | Le papillon maritime | 1932          |            |
| 29386            | Willem Wagenaar                                | Eindstrijd op Thule | 1932          |            |
| 10041            | Willem Rutgaert van der Wall                   | Landschap met jongen en roodbonte stier                                                                                     | 1805          |            |
| 2270             | Gustaaf Wappers                                | De zelfopoffering van burgemeester Van der Werff                                                                            | 1829          |            |
| 8890             | Zacharias Webber                               | Portret van een man | Ca. 1680      |            |
| 28749            | Jan Weenix                                     | Kinderen met een geit in een Italiaans havenlandschap                                                                       | 1665          |            |
| 29837            | Jan Weenix                                     | Een hond bewaakt een parelhoen                                                                                              | Ca. 1680      |            |
| 7386             | Jan Baptist Weenix                             | Portret van René Descartes                                                                                                  | 1647-1649     |            |
| 10248            | Jan Baptist Weenix                             | Italiaans havengezicht | 1649          |            |
| 17045            | Jan Baptist Weenix                             | Stilleven met dood wild en gevogelte                                                                                        | 1656          |            |
| 6913             | Jan Baptist Weenix                             | Italiaans landschap met ruiters bij een bron                                                                                | Ca. 1657      |            |
| 21649            | Navolger van Jan Baptist Weenix                | Portret van de familie Van Wijkersloot                                                                                      | 1650-1660     |            |
| 22593            | Fedde Weidema                                  | Melodie | 1942          |            |
| 22265            | Fedde Weidema                                  | De weg der kunst | 1944          |            |
| 20812            | Fedde Weidema                                  | Stranding | 1945          |            |
| 29140            | Andor Weininger                                | Zonder titel | 1922-1960     |            |
| 29148            | Andor Weininger                                | Zonder titel | 1970-1971     |            |
| 18012            | Jan Hendrik Weissenbruch                       | Stadsgezicht | Ca. 1861      |            |
| 22052            | Jan Hendrik Weissenbruch                       | Bom voor de kust | 1893          |            |
| 22122            | Jan Hendrik Weissenbruch                       | Bosgezicht 'Sous Bois' (Barbizon)                                                                                           | 1900          |            |
| 7471 a           | Ludwig Willem Reymert Wenckebach               | De IJssel bij Rheden | 1933          |            |
| 8237             | Betsy Westendorp-Osieck                        | Het rode hoedje | 1934          |            |
| 21978            | A. Wetering-Rosé                               | Portret van een meisje | 1890-1910     |            |
| 24510            | Erich Wichmann                                 | Landschap | 1912-1913     |            |
| 23540            | Erich Wichmann                                 | De vlam I | 1914          |            |
| 17623            | Erich Wichmann                                 | Zelfportret | 1925          |            |
| 28903            | Marlini Wickrama Sinha                         | Syrische gastarbeiders door Christenen vermoord in Beiroet                                                                  | 1977          |            |
| 28902            | Marlini Wickrama Sinha                         | Staking 1936, in Frankrijk                                                                                                  | 1978          |            |
| 28933            | Marlini Wickrama Sinha                         | Subway in Brooklyn, New York, 1976                                                                                          | 1980          |            |
| 21812            | Jan Wiegers                                    | Danseres | 1941          |            |
| 11521            | Hendrik Wiegersma                              | Zelfportret | 1949          |            |
| 11412            | Piet Wiegman                                   | Het poortje van Thorn | Ca. 1925      |            |
| 11531 a          | Ids Wiersma                                    | Smelthuis van de Oude Rijksmunt op de Neude te Utrecht                                                                      | 1910          |            |
| 11531 b          | Ids Wiersma                                    | Blanchiment van de Oude Rijksmunt op de Neude te Utrecht                                                                    | 1910          |            |
| 11531 c          | Ids Wiersma                                    | De Muntzaal in de Oude Rijksmunt op de Neude te Utrecht                                                                     | 1910          |            |
| 11531 d          | Ids Wiersma                                    | Gloeihuis van de Oude Rijksmunt op de Neude te Utrecht                                                                      | 1910          |            |
| 8278             | Gerardus Cornelis Marinus Wiesman              | Het Pieterskerkhof te Utrecht                                                                                               | 1887          |            |
| 2269             | Gerard Wigmana                                 | De schilderkunst | Ca. 1700      |            |
| 2260             | Johannes van Wijckersloot                      | Portret van Lambert van Velthuysen                                                                                          | 1665          |            |
| 2261             | Johannes van Wijckersloot                      | Portret van Wernard van Velthuysen                                                                                          | 1665          |            |
| 10251            | Toegeschreven aan Johannes van Wijckersloot    | Vrolijk gezelschap | 1650-1660     |            |
| 19492            | Louis Wijmans                                  | De voortijd | 1934          |            |
| 9299             | Louis Wijmans                                  | Het Lucasbolwerk te Utrecht voor de bouw van de stadsschouwburg                                                             | 1938          |            |
| 22080            | Louis Wijmans                                  | Geertekerk te Utrecht | 1941          |            |
| 2259             | Dirck Wijntrack en Joris van der Haagen        | Een vos op eendenjacht | 1652          |            |
| 9545             | J. de Wilde                                    | Portret van John Thomas Brondgeest?                                                                                         | 1816          |            |
| 2268             | Abraham Willaerts                              | De verkondiging aan de herders                                                                                              | 1643          |            |
| 6864             | Abraham Willaerts                              | Portret van een man | 1644          |            |
| 2267             | Adam Willaerts                                 | Paulus op Malta | 1621          |            |
| 10249            | Adam Willaerts                                 | Gefantaseerd rivierlandschap met de Utrechtse Buurkerk                                                                      | Ca. 1630      |            |
| 29810            | Adam Willaerts en Willem Ormea                 | Visstilleven met strandgezicht                                                                                              | 1657          |            |
| 2266             | Isaac Willaerts                                | Zeegezicht | Ca. 1650      |            |
| 28970            | Stephen Willats                                | The vampiress | 1984          |            |
| 2464             | Roelof Willemsz.                               | Portret van een apotheker                                                                                                   | 1590          |            |
| 25496            | Carel Willink                                  | Compositie Liebe | 1923          |            |
| 25497            | Carel Willink                                  | Compositie het hart | 1924          |            |
| 25498            | Carel Willink                                  | Compositie met 3 vrouwen | 1924          |            |
| 27379            | Carel Willink                                  | Radiomeisje | 1925          |            |
| 27380            | Carel Willink                                  | Heer met bloem | 1926          |            |
| 22138            | Carel Willink                                  | Duiven in berglandschap | 1927          |            |
| 27381            | Carel Willink                                  | Zonder titel | 1928          |            |
| 11817            | Carel Willink                                  | De prediker | 1937          |            |
| 9405 a           | Carel Willink                                  | Zelfportret in weids landschap                                                                                              | 1939          |            |
| 22135            | Carel Willink                                  | Landschap onder regenlucht                                                                                                  | 1943-1946     |            |
| 22078            | Carel Willink                                  | Landschap in Puy de Dôme | 1952          |            |
| 21975            | W.F.A. Winckel                                 | Stilleven met doodshoofd en kandelaar                                                                                       | 1900-1950     |            |
| 28754            | Ruud van de Wint                               | Landschap | 1969          |            |
| 28756            | Ruud van de Wint                               | Voddenhoop in romantisch landschap                                                                                          | 1969          |            |
| 28808            | Ruud van de Wint                               | Schilderij in overdreven realistische stijl met Jan Dibbets takkenbosje                                                     | 1969          |            |
| 28860            | Ruud van de Wint                               | Stilleven I | 1971-1974     |            |
| 28868            | Ruud van de Wint                               | Stilleven II | 1971-1974     |            |
| 22660            | Ruud van de Wint                               | Gevulde gelijkzijdige driehoek                                                                                              | 1979          |            |
| 14221            | Janus de Winter                                | Vaas met bloemen | 1907          |            |
| 24614            | Janus de Winter                                | Oorlogsvisioen | 1915          |            |
| 22653            | Janus de Winter                                | Bergen | 1915-1916     |            |
| 26036            | Janus de Winter                                | Paddestoelen | 1915-1917     |            |
| 10962            | Janus de Winter                                | Verbeelding van een gevoel van wilskracht                                                                                   | 1916          |            |
| 31822            | Janus de Winter                                | Orchideeën | Ca. 1917      |            |
| 26035            | Janus de Winter                                | Boerderij aan een plas in de winter                                                                                         | 1917-1920     |            |
| 26207            | Janus de Winter                                | Drie populieren | 1920-1923     |            |
| 22652            | Janus de Winter                                | Anemonen | Ca. 1920-1925 |            |
| 22651            | Janus de Winter                                | Bos | Ca. 1920-1925 |            |
| 22650            | Janus de Winter                                | Bloemen | Ca. 1920-1925 |            |
| 22654            | Janus de Winter                                | Paddestoelen | 1923          |            |
| 27244            | Robin Winters                                  | As though (after Watteau)                                                                                                   | 1991          |            |
| 28833            | Roger Wittevrongel                             | Vod | 1972          |            |
| 6292             | Pieter Christoffel Wonder                      | Portret van Jan Baptist Kobell                                                                                              | 1806          |            |
| 27039            | Pieter Christoffel Wonder                      | Portret van Balthasar Willem Theodorus Falck                                                                                | 1810-1820     |            |
| 17812            | Pieter Christoffel Wonder                      | Portret van Johannes van Doelen Zie Portretten van Johannes van Doelen en Johanna Carolina Alexandrina Loten                | 1815          |            |
| 17813            | Pieter Christoffel Wonder                      | Portret van Johanna Carolina Alexandrina Loten Zie Portretten van Johannes van Doelen en Johanna Carolina Alexandrina Loten | 1815          |            |
| 20795            | Pieter Christoffel Wonder                      | Portret van Pieter Anthony Hinlopen                                                                                         | Ca. 1820      |            |
| 9401             | Pieter Christoffel Wonder                      | Portret van Maria Martina van Panhuys                                                                                       | Ca. 1820      |            |
| 8770             | Pieter Christoffel Wonder                      | Portret van Johanna Henriëtta Antonia Strick van Linschoten                                                                 | Ca. 1820      |            |
| 8771             | Pieter Christoffel Wonder                      | Portret Geertruida Margaretha Craeyvanger                                                                                   | Ca. 1820      |            |
| 7608             | Pieter Christoffel Wonder                      | Portret van Anthonie Jan van Mansvelt                                                                                       | Ca. 1820      |            |
| 19775            | Pieter Christoffel Wonder                      | Het trappenhuis van de Londense woning van de schilder                                                                      | 1828          |            |
| 2265             | Pieter Christoffel Wonder                      | Portret van Alexander Karel Willem Suerman                                                                                  | 1836-1840     |            |
| 22727            | Naar Pieter Christoffel Wonder                 | Portret van Philips Ram Zie Portretten van Philips Ram en Jacoba Aletta Francina Grothe                                     | Ca. 1810      |            |
| 22728            | Naar Pieter Christoffel Wonder                 | Portret van Jacoba Aletta Francina Grothe Zie Portretten van Philips Ram en Jacoba Aletta Francina Grothe                   | Ca. 1810      |            |
| 24090            | John Wortel                                    | Compositie in wit | 1980          |            |
| 24966            | John Wortel                                    | Zonder titel | 1984          |            |
| 12290            | Toegeschreven aan Elsa Woutersen-van Doesburgh | Meisje liggend op divan | Ca. 1900      |            |
| 7390             | Joachim Wtewael                                | De aanbidding van de herders                                                                                                | 1598          |            |
| 2263             | Joachim Wtewael                                | Portret van Christina van Halen Zie Portretten van Joachim Wtewael en Christina van Halen                                   | 1601          |            |
| 2264             | Joachim Wtewael                                | Zelfportret Zie Portretten van Joachim Wtewael en Christina van Halen                                                       | 1601          |            |
| 10196            | Joachim Wtewael                                | Portret van Steven de Witt                                                                                                  | 1604-1610     |            |
| 2262             | Joachim Wtewael                                | De groentevrouw | Ca. 1618      |            |
| 28599            | Joachim Wtewael                                | De keukenmeid | Ca. 1620-1625 |            |
| 18023            | Joachim Wtewael                                | Portret van Johan Pater Zie Portretten van Johan Pater en Antonetta Wtewael                                                 | 1626          |            |
| 18024            | Joachim Wtewael                                | Portret van Antonetta Wtewael Zie Portretten van Johan Pater en Antonetta Wtewael                                           | 1626          |            |
| 18020            | Joachim Wtewael                                | Portret van Peter Wtewael Zie Portretten van Peter Wtewael en Johan Wtewael                                                 | 1628          |            |
| 18021            | Joachim Wtewael                                | Portret van Johan Wtewael Zie Portretten van Peter Wtewael en Johan Wtewael                                                 | 1628          |            |
| 18022            | Joachim Wtewael                                | Portret van Eva Wtewael | 1628          |            |
| 16173            | Naar Joachim Wtewael                           | De evangelist Mattheus Zie De vier evangelisten                                                                             | 1620-1625     |            |
| 16174            | Naar Joachim Wtewael                           | De evangelist Marcus Zie De vier evangelisten                                                                               | 1620-1625     |            |
| 16175            | Naar Joachim Wtewael                           | De evangelist Lucas Zie De vier evangelisten                                                                                | 1620-1625     |            |
| 16176            | Naar Joachim Wtewael                           | De evangelist Johannes Zie De vier evangelisten                                                                             | 1620-1625     |            |
| 20087            | Naar Joachim Wtewael                           | Lot en zijn dochters | 1700-1800     |            |
| 28261            | Peter Wtewael                                  | Mercurius, Argus en Io | 1620-1625     |            |
| 21144            | Peter Wtewael                                  | De aanbidding van de herders                                                                                                | 1625-1630     |            |